# Новопавлівка (Барвінківська міська громада)
Новопа́влівка — село в Україні, у Барвінківській міській громаді Ізюмського району Харківської області. Населення становить 599 осіб. До 2020 орган місцевого самоврядування — Гусарівська сільська рада.

## Географія
Село Новопавлівка знаходиться на правому березі річки Сухий Торець, у місці впадання балки Боброва. примикає до сіл Гусарівка та Маяк. Залізнична станція Гусарівка.

## Історія
Раніше село Новопавлівка було частиною села Гусарівка.
12 червня 2020 року, відповідно до Розпорядження Кабінету Міністрів України  № 725-р «Про визначення адміністративних центрів та затвердження територій територіальних громад Харківської області», увійшло до складу Барвінківської міської територіальної громади.
19 липня 2020 року, в результаті адміністративно-територіальної реформи та ліквідації Барвінківського району, село увійшло до складу Ізюмського району.

## Економіка
- В селі є молочно-товарна ферма.
- Піщаний кар'єр із залізничною гілкою.

## Відомі люди
Уродженцями села є:
- Полковник Гергель Андрій Прокопович (1910—1991) — Герой Радянського Союзу.
- Головко Анатолій Іванович (нар. 1954) — Міністр промислової політики України у 2006–2007.

## Інтернет-посилання
- Погода в селі Гусарівка